# Наха
Наха е град и административен център на префектура Окинава в Япония. Населението е 318 270 жители (по приблизителна оценка от октомври 2018 г.). Има обща площ от 38,99 кв. км. Намира се в часова зона UTC+9. Наха е крайбрежен град разположен на Източнокитайско море в южната част на остров Окинава. Средната годишна температура през деня е 22,7 градуса.